# No Such Thing
No Such Thing is een nummer van de Amerikaanse zanger John Mayer uit 2002, heruitgegeven 2003. Het is de eerste single van zijn debuutalbum Room for Square.
Mayer schreef "No Such Thing" samen met Clay Cook, met wie hij vaker schrijft. Ze schreven het nummer in 1998, in ongeveer een week in Duluth. De boodschap van het nummer is om je eigen weg te banen en niet binnen de lijntjes te blijven. Studenten worden vaak aangemoedigd om naar de universiteit te gaan en carrière te maken in de "echte wereld", maar volgens Mayer en Cook bestaat zoiets niet, en komt echte voldoening voort uit doen waar je van houdt. Het nummer is dan ook autobiografisch van aard. In tegenstelling tot veel van zijn klasgenoten, ging Mayer niet meteen na zijn afstuderen naar de universiteit, maar koos ervoor om bij een benzinestation te gaan werken. Dit om geld te sparen om een gitaar te kopen. Hij ging uiteindelijk een aantal maanden naar het Berklee College of Music, voordat hij daar stopte om naar Atlanta te verhuizen, waar hij begon te werken met Clay Cook en uiteindelijk zijn muziekcarrière lanceerde.
Het nummer leverde Mayer meteen zijn eerste hit op in Amerika, waar het de 13e positie bereikte in de Billboard Hot 100. In Nederland was het nummer minder succesvol, daar bereikte het de 97e positie in de Single Top 100. Desondanks wordt het nummer tot op de dag van vandaag nog regelmatig gedraaid op de Nederlandse radio.